# Kaltenbrunnertalbach
Der Kaltenbrunnertalbach ist ein gut 6 km langer Bach im mittleren Pfälzerwald. Er ist ein rechter und südlicher Zufluss des Speyerbachs und fließt mit seiner gesamten Länge innerhalb der Grenzen der Stadt Neustadt an der Weinstraße auf den Gemarkungen Diedesfeld, Hambach an der Weinstraße und Neustadt an der Weinstraße.

## Geographie

### Verlauf
Der Kaltenbrunnertalbach hat seine Quelle im Finstertal nördlich der Passhöhe Hüttenhohl an der Westseite des Kalmitmassivs auf der Waldgemarkung von Diedesfeld.

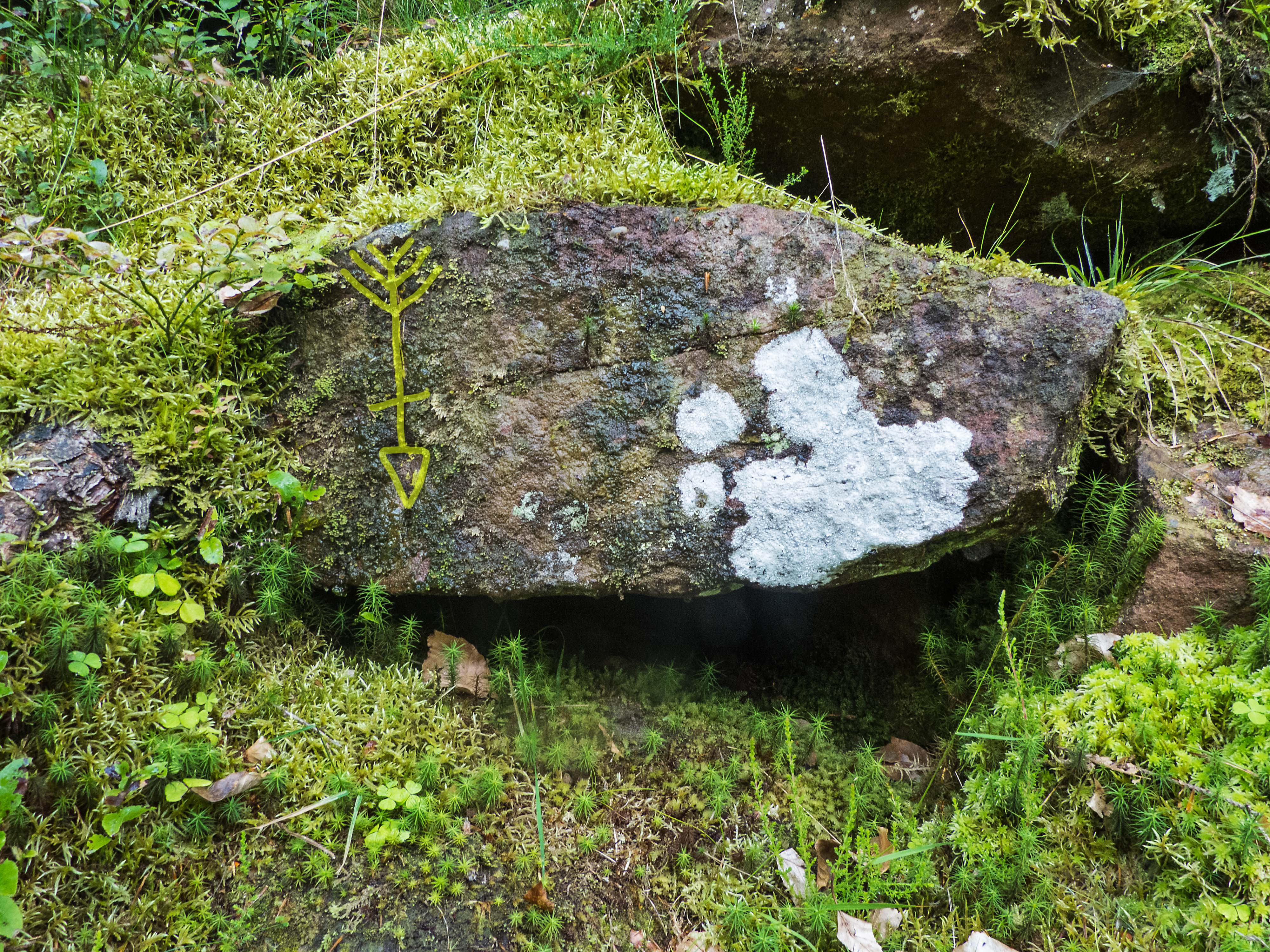
Windloch
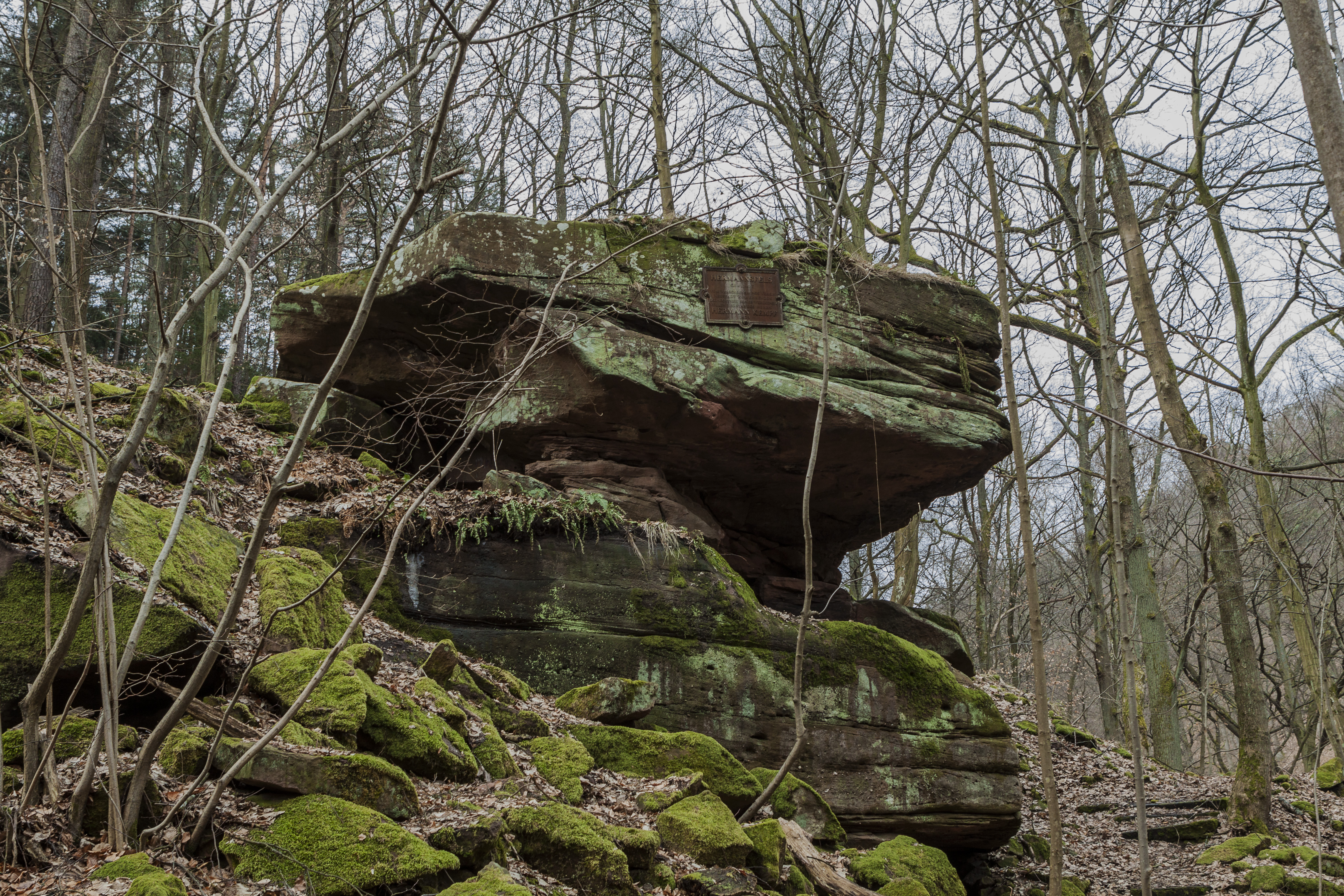
Hermannsfels

Zunächst fließt der Bach in Richtung Nordnordost durch das Finstertal. Dort münden linksseitig der Enggleisbach, der östlich unterhalb der Passhöhe Totenkopf entspringt, rechtsseitig der Buchenbach aus dem Buchental, der unterhalb der Passhöhe Hahnenschritt entspringt, und wiederum linksseitig der Hellerbach, der unterhalb der Hellerhütte entspringt. Nach etwa 2 km durchfließt der Bach die Lichtung der Woogwiesen, wo er einige aufgestaute Fischweiher speist. Mit dem Übertritt ins Kaltenbrunner Tal ändert sich die Laufrichtung nach Nordost. Unterhalb des Bischofsweihers liegt die Waldgaststätte Kaltenbrunner Hütte. Die Felsformation Windloch  50 m westlich der Hütte ist als Naturdenkmal eingestuft, 1 km ostnordöstlich ragt aus dem Hang rechts des Bachs der Hermannsfels , der ebenfalls ein Naturdenkmal ist. Kurz nach der Königsmühle durchfließt er einen weiteren Woog, und die Laufrichtung wendet sich anschließend wiederum nach Nordnordost.
Der Bach mündet schließlich im Westen von Neustadt zwischen Wolfsburgstraße und Haagweg von rechts in den mittleren Speyerbach.
Das Einzugsgebiet des Kaltenbrunnertalbachs umfasst etwa 18 km². Sein 6,3 km langer Lauf endet ungefähr 261 Höhenmeter unterhalb seiner Quelle, er hat somit ein mittleres Sohlgefälle von etwa 41 ‰.

### Zuflüsse
Nachfolgend sind die Zuflüsse des Kaltenbrunnertalbachs zwischen seiner Quelle und seiner Mündung aufgelistet mit orographischer Mündungsseite, Länge in km und Einzugsgebiet in km².
- Enggleisbach (links), 0,51 km und 0,971 km²
- Buchenbach (auch: Bach vom Buchenloch) (rechts), 0,25 km und 0,609 km²
- Hellerbach (links), 0,12 km und 1,099 km²

## Verkehr
Die obere Hälfte des Bachlaufs ist nur über Forstwege und Wanderpfade erschlossen. Bei der Kaltenbrunner Hütte endet die Kreisstraße 3, die als Schöntalstraße in Neustadt beginnt und durch das Kaltenbrunner Tal am Bach aufwärts verläuft, wobei sie auch die Königsmühle passiert.